# Leivadia
Leivadia vroeger Livadeia, nog vroeger Levadeia (Grieks: Λειβαδιά, vroeger Λιβαδειά, nog vroeger Λεβάδεια) is sedert 2011 een fusiegemeente (dimos) in de Griekse bestuurlijke regio (periferia) Centraal-Griekenland.
De vijf deelgemeenten (dimotiki enotita) van de fusiegemeente zijn:
- Chaironeia (Χαιρώνεια)
- Davleia (Δαύλεια)
- Koroneia (Κορώνεια)
- Kyriaki (Κυριάκι)
- Leivadia (Λειβαδιά)